# 小河头镇
小河头镇，是中华人民共和国山西省忻州市五寨县下辖的一个乡镇级行政单位。2021年5月，撤销新寨乡，整建制并入小河头镇。

## 行政区划
小河头镇下辖以下地区：
小河头村、小武州村、古城角村、大武州村、界东村、咀儿上村、烟洞窊村、张家窊村、周家梁村、五科村、马军营村、河底村、武家窑村、大庄子村和黄崖湾村。